# Elecciones al Senado de los Estados Unidos de 2022
Las elecciones al Senado de los Estados Unidos se llevaron a cabo el 8 de noviembre de 2022. Treinta y cuatro de los cien escaños del Senado se disputaron en estas elecciones, cuyos ganadores cumplirán mandatos de seis años en el Congreso entre el 3 de enero de 2023 y el 3 de enero de 2029. Los senadores se dividen en tres grupos, o clases, cuyos mandatos se escalonan de modo que se elija una clase diferente cada dos años. Los senadores de la clase 3 fueron elegidos por última vez en 2016 y volvieron a ser elegidos en 2022.

## Retirados
| Estado             | Senador | Senador        | Ref.  |
| ------------------ | ------- | -------------- | ----- |
| Alabama            |         | Richard Shelby | [ 1 ] |
| Misuri             |         | Roy Blunt      | [ 2 ] |
| Carolina del Norte |         | Richard Burr   | [ 3 ] |
| Ohio               |         | Rob Portman    | [ 4 ] |
| Oklahoma           |         | Jim Inhofe     | [ 5 ] |
| Pensilvania        |         | Pat Toomey     | [ 6 ] |
| Vermont            |         | Patrick Leahy  | [ 7 ] |

## Predicciones
- "competitivo": no hay ventaja
- "inclinándose": ventaja que no es tanta como "pequeña ventaja"
- "pequeña ventaja": ligera ventaja
- "probable" o "favorecido": ventaja significante pero remontable (*calificación más alta dada por Fox News).
- "seguro" o "sólido": victoria segura

| Estado              | PVI     | Senador                   | Última elección         | Cook 4 de marzo de 2022      | IE 1 de abril de 2022        | Sabato 1 de marzo de 2022    |
| ------------------- | ------- | ------------------------- | ----------------------- | ---------------------------- | ---------------------------- | ---------------------------- |
| Alabama             | R+15    | Richard Shelby (retirado) | 64.0% R                 | Sólido                       | Sólido                       | Sólido                       |
| Alaska              | R+9     | Lisa Murkowski            | 44.4% R                 | Sólido                       | Sólido                       | Sólido                       |
| Arizona             | R+3     | Mark E. Kelly             | 51.2% D (2020 especial) | Competitivo                  | Competitivo                  | Competitivo                  |
| Arkansas            | R+16    | John Boozman              | 59.8% R                 | Sólido                       | Sólido                       | Sólido                       |
| California          | D+14    | Alex Padilla              | (Nombrado en 2021)      | Sólido                       | Sólido                       | Sólido                       |
| Colorado            | D+3     | Michael Bennet            | 50.0% D                 | Probable                     | Sólido                       | Probable                     |
| Connecticut         | D+7     | Richard Blumenthal        | 63.2% D                 | Sólido                       | Sólido                       | Sólido                       |
| Florida             | R+3     | Marco Rubio               | 52.0% R                 | Pequeña ventaja              | Probable                     | Probable                     |
| Georgia             | R+3     | Raphael Warnock           | 51.0% D (2020 especial) | Competitivo                  | Competitivo                  | Competitivo                  |
| Hawái               | D+15    | Brian Schatz              | 73.6% D                 | Sólido                       | Sólido                       | Sólido                       |
| Idaho               | R+19    | Mike Crapo                | 66.1% R                 | Sólido                       | Sólido                       | Sólido                       |
| Illinois            | D+7     | Tammy Duckworth           | 54.9% D                 | Sólido                       | Sólido                       | Sólido                       |
| Indiana             | R+11    | Todd Young                | 52.1% R                 | Sólido                       | Sólido                       | Sólido                       |
| Iowa                | R+6     | Chuck Grassley            | 60.1% R                 | Sólido                       | Sólido                       | Sólido                       |
| Kansas              | R+11    | Jerry Moran               | 62.2% R                 | Sólido                       | Sólido                       | Sólido                       |
| Kentucky            | R+16    | Rand Paul                 | 57.3% R                 | Sólido                       | Sólido                       | Sólido                       |
| Luisiana            | R+12    | John N. Kennedy           | 60.7% R                 | Sólido                       | Sólido                       | Sólido                       |
| Maryland            | D+14    | Chris Van Hollen          | 60.9% D                 | Sólido                       | Sólido                       | Sólido                       |
| Misuri              | R+11    | Roy Blunt (retirado)      | 49.2% R                 | Sólido                       | Sólido                       | Probable                     |
| Nevada              | EVEN    | Catherine Cortez Masto    | 47.1% D                 | Competitivo                  | Competitivo                  | Competitivo                  |
| Nuevo Hampshire     | EVEN    | Maggie Hassan             | 48.0% D                 | Pequeña ventaja              | Pequeña ventaja              | Pequeña ventaja              |
| Nueva York          | D+10    | Chuck Schumer             | 70.6% D                 | Sólido                       | Sólido                       | Sólido                       |
| Carolina del Norte  | R+3     | Richard Burr (retirado)   | 51.1% R                 | Pequeña ventaja              | Pequeña ventaja              | Pequeña ventaja              |
| Dakota del Norte    | R+20    | John Hoeven               | 78.5% R                 | Sólido                       | Sólido                       | Sólido                       |
| Ohio                | R+6     | Rob Portman (retirado)    | 58.0% R                 | Pequeña ventaja              | Sólido                       | Probable                     |
| Oklahoma            | R+20    | James Lankford            | 67.7% R                 | Sólido                       | Sólido                       | Sólido                       |
| Oklahoma (especial) | R+20    | Jim Inhofe (retirado)     | 62.9% R                 | Sólido                       | Sólido                       | Sólido                       |
| Oregon              | D+6     | Ron Wyden                 | 56.6% D                 | Sólido                       | Sólido                       | Sólido                       |
| Pensilvania         | R+2     | Pat Toomey (retirado)     | 48.8% R                 | Competitivo                  | Pequeña ventaja              | Competitivo                  |
| Carolina del Sur    | R+8     | Tim Scott                 | 60.6% R                 | Sólido                       | Sólido                       | Sólido                       |
| Dakota del Sur      | R+16    | John Thune                | 71.8% R                 | Sólido                       | Sólido                       | Sólido                       |
| Utah                | R+13    | Mike Lee                  | 68.2% R                 | Sólido                       | Sólido                       | Sólido                       |
| Vermont             | D+15    | Patrick Leahy (retirado)  | 60.0% D                 | Sólido                       | Sólido                       | Sólido                       |
| Washington          | D+8     | Patty Murray              | 59.0% D                 | Sólido                       | Sólido                       | Probable                     |
| Wisconsin           | R+2     | Ron Johnson               | 50.2% R                 | Competitivo                  | Pequeña ventaja              | Pequeña ventaja              |
| Overall             | Overall | Overall                   | Overall                 | D - 47 R - 48 5 competitivos | D - 47 R - 50 3 competitivos | D - 47 R - 49 4 competitivos |

## Resultados generales
|  | 66,8 % |

|  | 30,9 % |

|  | 2,3 % |

|  | 44,2 % |

|  | 9,5 % |

|  | 0 % |

|  | 46 % |

|  | 51,9 % |

|  | 0 % |

|  | 65,8 % |

|  | 31,0 % |

|  | 3,2 % |

|  | 40,2 % |

|  | 59,8 % |

|  | 0 % |

|  | 41,9 % |

|  | 55,2 % |

|  | 0 % |

|  | 42,7 % |

|  | 57,3 % |

|  | 0 % |

|  | 57,7 % |

|  | 41,3 % |

|  | 1,0 % |

|  | 49,3 % |

|  | 50,7 % |

|  | 0 % |

|  | 26,0 % |

|  | 71,2 % |

|  | 2,7 % |

|  | 60,4 % |

|  | 28,6 % |

|  | 11,0 % |

|  | 42,3 % |

|  | 55,9 % |

|  | 0 % |

|  | 58,7 % |

|  | 37,9 % |

|  | 0 % |

|  | 56,1 % |

|  | 43,9 % |

|  | 0 % |

|  | 60,2 % |

|  | 36,8 % |

|  | 0 % |

|  | 61,8 % |

|  | 38,2 % |

|  | 0 % |

|  | 61,6 % |

|  | 17,9 % |

|  | 0 % |

|  | 36,7 % |

|  | 63,3 % |

|  | 0 % |

|  | 55,5 % |

|  | 42,1 % |

|  | 0 % |

|  | 48,1 % |

|  | 48,8 % |

|  | 0 % |

|  | 44,4 % |

|  | 53,6 % |

|  | 0 % |

|  | 43,2 % |

|  | 56,4 % |

|  | 0 % |

|  | 50,7 % |

|  | 47,1 % |

|  | 2,2 % |

|  | 56,5 % |

|  | 25 % |

|  | 0 % |

|  | 53,3 % |

|  | 46,7 % |

|  | 0 % |

|  | 64,3 % |

|  | 32,1 % |

|  | 3,6 % |

|  | 61,8 % |

|  | 35,2 % |

|  | 3,0 % |

|  | 41 % |

|  | 56 % |

|  | 0 % |

|  | 46,6 % |

|  | 51,0 % |

|  | 2,5 % |

|  | 63,0 % |

|  | 37,0 % |

|  | 0 % |

|  | 69,6 % |

|  | 26,2 % |

|  | 4,2 % |

|  | 54,7 % |

|  | 41,6 % |

|  | 28,1 % |

|  | 68,5 % |

|  | 3,3 % |

|  | 42,9 % |

|  | 57,1 % |

|  | 0 % |

|  | 50,5 % |

|  | 49,5 % |

|  | 0 % |